# Civitas Fortissima Múzeum
A balassagyarmati Civitas Fortissima Múzeum a város egyik múzeuma, ami fő profilként az 1919-es balassagyarmati felkelést mutatja be.

## Története
A Civitas Fortissima Múzeumot Matúz Gábor hozta létre. A megvalósítás feltételeinek megteremtéséhez több balassagyarmati magánszemély is csatlakozott. Az intézményt Navracsics Tibor miniszterelnök-helyettes, közigazgatási és igazságügyi miniszter adta át ünnepélyes keretek között 2011. január 28-án, a csehkiverés 92. évfordulójának előestéjén (a Múzeum első kiállítása a helyi Madách Filmszínház külön erre a célra felújított részében nyílt meg).
2015-ben – több oldalú megállapodás eredményeképpen – a Múzeum átköltözött az Ady Endre út és Széchenyi utca sarkán található Huszár-villába, amely egyik korábbi lakójáról nyerte közkeletű elnevezését (a „csehkiverésben” városparancsnoki teendőket ellátó Huszár Aladár lakott itt néhány évig). A villát az Ipoly Erdő Zrt. vásárolta meg és újította fel, majd egy részét a Múzeum rendelkezésére bocsátotta, amit azóta a balassagyarmati önkormányzat működtet.

## Források

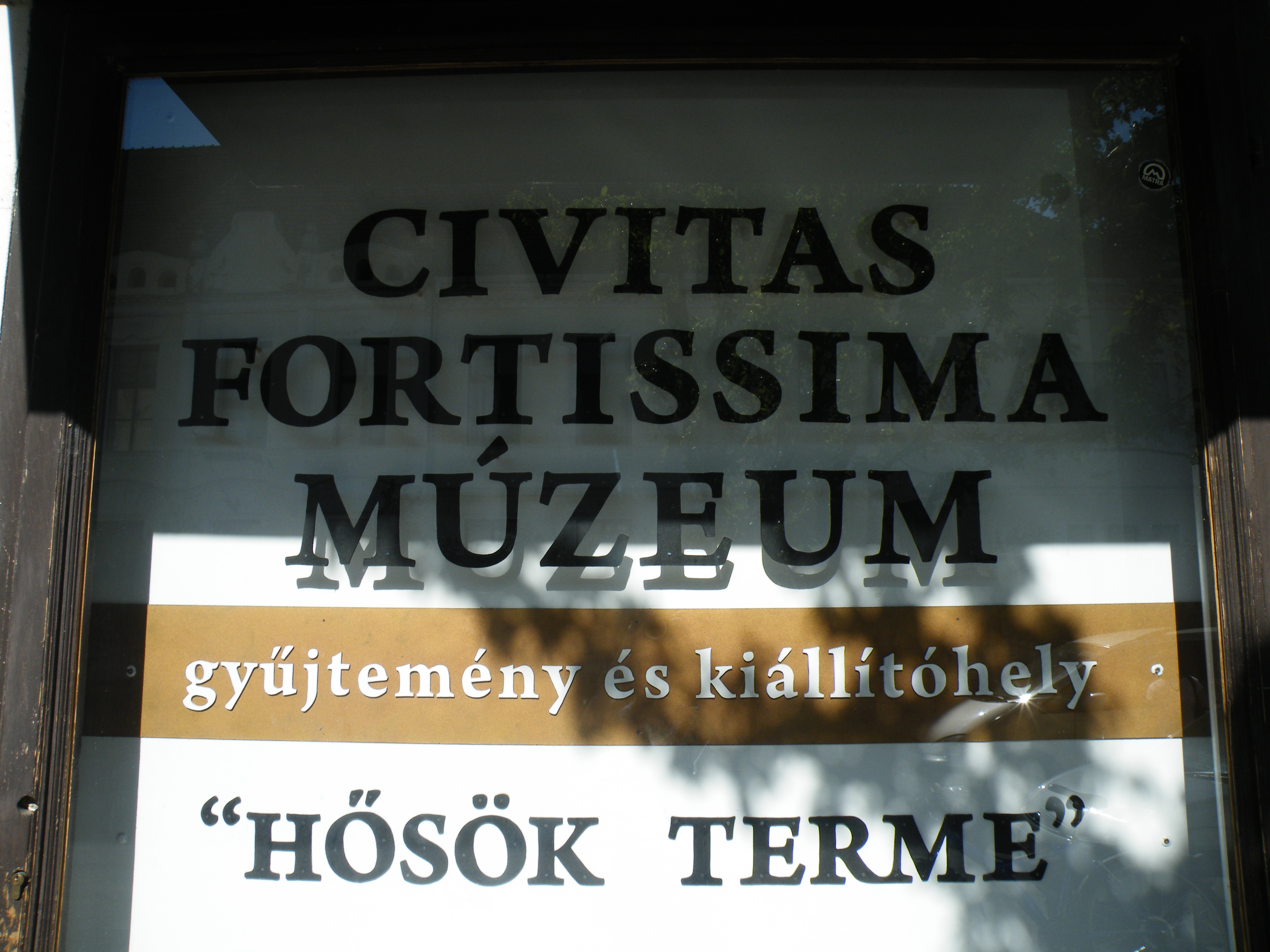
A Civitas Fortissima Kiállítóhely a Madách Filmszínházban 2015-ig